# Traian Băsescu
Traian Băsescu (IPA: /traˈjan bəˈsesku/; Basarabi, 1951. november 4. –) Bukarest volt polgármestere, majd 2004–2014 között Románia elnöke.

## Életrajza
1976-ban a Fekete-tenger melletti Konstancában végezte el a  haditengerészeti egyetemet. 1987-ig a román kereskedelmi flottánál szolgált, majd 1987-től 1989-ig Antwerpenben a NAVROM Kereskedelmi Társaságnál dolgozott.
1991-ben a Közlekedési Minisztérium államtitkára lett, majd Theodor Stolojan kormányzása alatt szállítási miniszter. Ebben a minőségében 1991 júniusában a libériai Monrovia kikötőben 16 román kereskedelmi hajót foglalt le.
Később a Demokrata Párt (PD, majd Demokrata Liberális Párt – PDL) képviselője, majd pártelnök lett. 2000-ben lett Bukarest polgármestere. 2004-ben ismét polgármesterré majd államelnökké választották.
2007. április 19-én a román parlament elnöki beosztásából felfüggesztette, és ezt a határozatot az alkotmánybíróság is megerősítette. Băsescu azonban nem mondott le (mely esetben előrehozott elnökválasztás lett volna), így május 20-án népszavazás döntött arról, hogy hivatalban maradhat-e vagy sem. Az államelnöki hatásköröket, korlátozott és ideiglenes jelleggel, addig is átadta a parlament felsőháza, a szenátus elnökének.
2007. május 20-án a népszavazáson bár a szavazóknak csak kb. 44%-a jelent meg, de azok nagy többsége (74,33%) államfői tisztségbe való visszahelyezése mellett döntött. (A román törvények egy népszavazás érvényességéhez nem követelnek meg minimum 50%-os szavazói részvételt.)
2009. november 22-én Băsescu újból megnyerte a romániai elnökválasztást. Mivel a román alkotmány csak két ciklusra teszi lehetővé, hogy valaki államfő legyen, ezért a legkésőbb 2014-ben tartandó elnökválasztáson már nem méretteti meg magát újra.
2012. július 6-án a kormányzó szociálliberális szövetség (USL) alkotmánysértéssel, illetve a kormány jogköreinek bitorlásával vádolta meg az elnököt, és a bukaresti törvényhozás két házának rendkívüli ülésén felfüggesztették hivatalából. Három nappal később, július 9-én a román alkotmánybíróság érvényesnek minősítette felfüggesztését, és Crin Antonescut, a szenátus újonnan választott elnökét nevezte meg ideiglenes államfőként. Másnap elnöki hivatalát átadta az ideiglenes államfőnek, ám a végső szót az elnök személyéről a július 29-i népszavazáson mondják ki.
2012. július 29-én visszatéréséről kb. 53% a lakosságból mondott igent, így a felfüggesztést az alkotmánybíróság érvénytelenítette és ismét visszatérhetett hivatalába.

## Családja
Lánya, Elena Băsescu a 2009-es európai parlamenti választáson független jelöltként bejutott az Európai Parlamentbe (EP).